# Stepmania
Stepmania, gestileerd als StepMania, is een Dance Dance Revolution-emulator voor Windows, Mac en Linux met dancepad- en thema-ondersteuning.

## Geschiedenis
Het spel werd oorspronkelijk ontwikkeld als een openbron-kloon van Konami's Dance Dance Revolution-spelserie. Net zoals in Dance Dance Revolution, kun je kiezen uit een lijst met liedjes. Zodra het liedje start, verschijnen er onder in het beeld een reeks pijlen, die naar boven glijden. Als deze een reeks vaste pijlen bovenaan het scherm overlappen, dient de speler de corresponderende toets op zijn toetsenbord of dansmat in te drukken. Naargelang de moeilijkheidsgraad hoger is ingesteld, komen er verschillende reeksen pijlen op het beeld. Bij de makkelijkste moeilijkheidsgraad (Light) komen er alleen pijlen in een bepaald vast tempo op beeld. Bij de hogere moeilijkheidsgraden zijn er meer variaties, snelheidsveranderingen, en nog andere merkbare verschillen. Je kunt dit programma ook voor ParaParaParadise emulatie gebruiken en sinds versie 4.0 ook voor Beatmania-simulatie.
Het spel wordt bediend met het toetsenbord en de muis of door een dansmat op de PC aan te sluiten.
Diverse spellen, zoals het arcadespel In The Groove en Pump It Up, gebruiken de spelengine van Stepmania.